# Cristiana Federighi
Cristiana Federighi (Pistoia, 22 giugno 1976) è un'ex cestista italiana.
Ala-pivot di 187 cm, ha giocato in Serie A1 e Coppa Ronchetti con Alcamo e PCR Messina.